# Lupstein
Lupstein is een gemeente in het Franse departement Bas-Rhin (regio Grand Est) en telt 775 inwoners (2005). De plaats maakt deel uit van het arrondissement Saverne.

## Geografie
De oppervlakte van Lupstein bedraagt 7,8 km², de bevolkingsdichtheid is 99,4 inwoners per km².
De onderstaande kaart toont de ligging van Lupstein met de belangrijkste infrastructuur en aangrenzende gemeenten.

## Demografie
Onderstaande figuur toont het verloop van het inwonertal (bron: INSEE-tellingen).